# 塔彭 (北达科他州)
塔彭（英語：Tappen），是美国北达科他州的一座小镇。根据2010年美国人口普查，该镇人口为197。